# Quercus stewardiana
Quercus stewardiana A.Camus – gatunek roślin z rodziny bukowatych (Fagaceae Dumort.). Występuje naturalnie w Chinach – w prowincjach Anhui, Guangdong, Kuejczou, Hubei, Hunan, Jiangxi, Syczuan, Junnan i Zhejiang, a także w regionie autonomicznym Kuangsi.

## Morfologia
PokrójZimozielone drzewo dorastające do 12 m wysokości.
LiścieBlaszka liściowa jest nieco skórzasta i ma kształt od eliptycznie podługowatego do eliptycznie lancetowatego. Mierzy 6–12 cm długości oraz 2–4 cm szerokości, jest piłkowana przy wierzchołku, ma klinową nasadę i spiczasty lub ogoniasty wierzchołek. Ogonek liściowy jest nagi i ma 15–30 mm długości.
OwoceOrzechy o jajowatym kształcie, dorastają do 8 mm długości i 15 mm średnicy. Osadzone są pojedynczo w kubkowatych miseczkach do połowy ich długości. Same miseczki mierzą 10–15 mm średnicy.

## Biologia i ekologia
Rośnie w lasach mieszanych. Występuje na wysokości od 1000 do 2600 m n.p.m. Kwitnie w lipcu, natomiast owoce dojrzewają w październiku.